# Джірганде-Лашт-е-Неша
Джірганде-Лашт-е-Неша (перс. جیرهنده لشت نشا) — дегестан в Ірані, у бахші Лашт-е-Неша, в шагрестані Решт остану Ґілян. За даними перепису 2006 року, його населення становило 6652 особи, які проживали у складі 1963 сімей.

## Населені пункти
До складу дегестану входять такі населені пункти:
- Балакдег
- Дег-е-Мор-Сара
- Дег-Сар
- Джірганде
- Заганде
- Корд-Хіл-е-Валам
- Лаше
- Лічаг
- Лоску
- Новруд
- Новхадан
- Пічаг
- Салестан
- Тучаг-е-Альман
- Хошк-Руд
- Чалкеш